# Uraecha albovittata
Uraecha albovittata är en skalbaggsart som beskrevs av Stefan von Breuning 1956. Uraecha albovittata ingår i släktet Uraecha och familjen långhorningar. Inga underarter finns listade i Catalogue of Life.